# Iglesia de Santiago Apóstol (Carpio)
La iglesia de Santiago Apóstol es un templo católico ubicado en la localidad de Carpio, Provincia de Valladolid, Castilla y León, España.

## Descripción
Iglesia de estilo barroco del siglo XVIII, y donde destaca el retablo mayor que ocupa su altar. Está elaborada en ladrillo y piedra caliza. Antes, había en la localidad otra iglesia de Santiago Apóstol, construida en estilo gótico isabelino durante el siglo XVI y que fue destruida en 1809 durante la Batalla de Carpio en la Guerra de la Independencia contra los franceses.

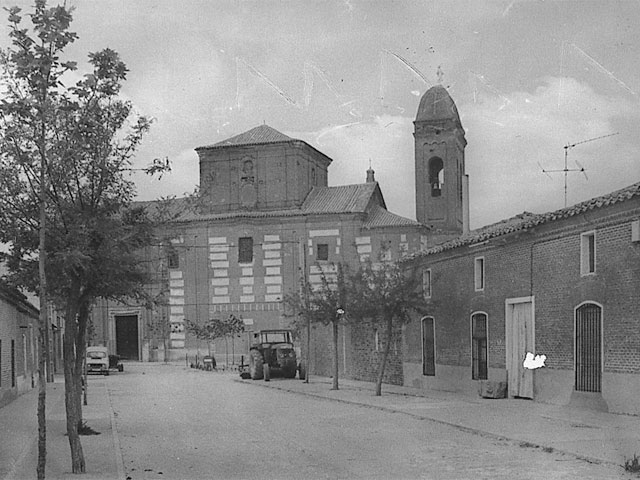
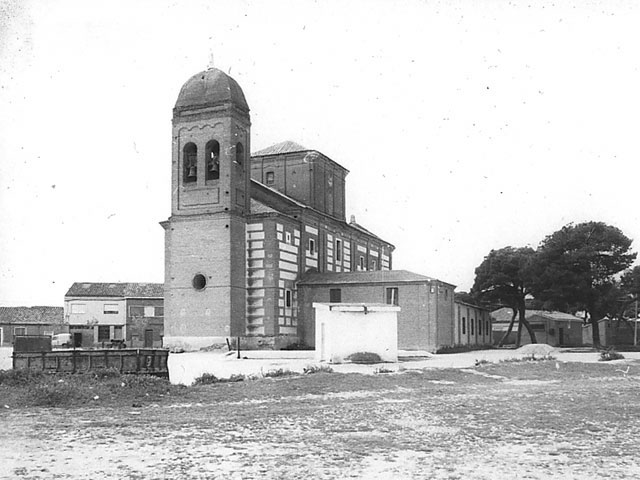